# PSL
PSL (rum. Puşcă Semiautomată cu Lunetă; hrv. Poluautomatska puška s optikom) je rumunjski vojni snajper. Oružje koristi i nazive PSL-54C, Romak III, FPK, FPK Dragunov te SSG-97. Iako vizualno slična sovjetskom Dragunov SVD-u, PSL se temelji na lakoj strojnici RPK.

## Karakteristike
PSL je proizvodio RAMIL Cugir Arsenal. Nakon pristupanja Rumunjske NATO paktu, proizvodnja puške se preselila u industriju oružja Uzina Mecanică Cugir. Tamo su PSL-ovi nadograđeni s modernom opremom nabavljenom iz Belgije i Hrvatske.
Primarna svrha PSL-a je da se koristi kao snajperska puška kada je udaljenost mete prevelika za standardan AKM karabin.
Kao i Dragunov, PSL rabi streljivo kalibra 7.62x54mmR koje je pohranjeno u okvirima kapaciteta od deset metaka. Sovjetski i rumunjski okviri su identične veličine i oblika ali nisu međusobno kompatibilni bez prethodne modifikacije oružja.
Za gađanje meta na većim udaljenostima nije potreban matematički izračun te prosječan korisnik uz jednostavne upute može uspješno gađati mete koje su na udaljenostima koje uvelike premašuju preciznost AK-47, AKM i dr. Točnost kod PSL-a se razlikuje od puške do puške zbog nedovoljne kontrole kvalitete tijekom proizvodnog procesa.
Kundak je znatno kraći u odnosu na zapadne marksman puške. Razlog tome je što rumunjski vojnici rade u klimatski veoma hladnim uvjetima te nose debele zimske kapute. Teoretski, tijekom toplog vremena na kraj kundaka se može postaviti gumeni nastavak ali on se ne isporučuje s puškom.

## LPS T2 optika
PSL uobičajeno koristi 4x24 optiku LPS T2 (rum. Luneta Puṣca Semiautomata Tip 2; hrv. Optika za poluautomatsku pušku Tip 2). Riječ je o jednostavnijoj verziji sovjetske PSO-1 optike a proizvodila ju je bukureštanska tvrtka IOR. Umjesto LED diode na ruskoj optici, rumunjska inačica za osvjetljenje koristi blago radioaktivni tricij. Tricijska optika se mora mijenjati svakih 8 do 12 godina jer se smanjuje radioaktivnost materije koja služi za osvjetljenje.
S PSO-1 su zadržani osnovni dizajn i daljinomjer. Optički zoom LPS T2 iznosi 4x a objektiv je promjera 24 mm.
Tvrtka IOR koja se bavi proizvodnjom optike od 1936. godine koristi njemačko staklo na optičkim ciljnicima koja su presvučena s Carl Zeiss T-3 sustavom kako bi se uklonio odsjaj i povećala propusnost svjetla. Nije poznata vrsta premaza koja je korištena kod LPS T2 optike ali IOR ima dugogodišnju tradiciju povezanosti sa zapadnoeuropskim proizvođačima optike bez obzira na to što je Rumunjska tijekom hladnog rata bila iza željezne zavjese.
Montažna šina kod PSL-a je identična onoj kod Dragunova tako da obje puške mogu koristiti LPS i PSO optiku.
LPS optika se prestala proizvoditi 1974. te danas predstavlja antikvitet među kolekcionarima.

## Inačice
- PSL 51 - poluautomatska inačica koja koristi streljivo kalibra 7.62×51mm NATO.
- PSL 54 - poluautomatska inačica koja koristi streljivo kalibra 7.62×54mmR.
- PL - inačica na repetiranje koja koristi streljivo kalibra 7.62×51mm NATO.

### Sportska inačica
Vojna industrija Cugir je ponudila sportsku inačicu namijenjenu izvozu. Taj model je identičan s izvornim PSL-om ali je modificiran zbog američkih zakona o uvozu sportskih pušaka. Neke od tih promjena su uključivale uklanjanje bajunete, zamjenu izvornog vojnog usadnika, tehničke preinake kako bi se onemogućila modifikacija puške na automatsku paljbu i sl.
Sve sportske inačice su proizvedene u Rumunjskoj dok neke od njih koriste usadnike američke proizvodnje.

## Primjena
PSL je u rumunjskoj službi od 1970-ih godina te se u velikim količinama izvozio u zemlje trećeg svijeta. Veliku primjenu imao je u Iraku gdje je bio popularan u vojsci zbog jednostavnosti korištenja i čišćenja. Također, PSL je pouzdan i unatoč neodržavanju (pijesak i ostale nečistoće).
Puška je našla široku primjenu diljem svijeta te se koristila u sljedećim ratovima:
- Angolski građanski rat (1975. – 2002.)
- Iransko-irački rat (1980. – 1988.)
- Rumunjska revolucija (prosinac 1989.)
- Zaljevski rat (1990. – 1991.)
- Rat u Afganistanu (2001. - danas)
- Rat u Iraku (2003. - danas)
- Građanski rat u Libiji (2011.)
- Građanski rat u Siriji (2011. - danas)

## Korisnici
- Rumunjska: primarni korisnik.
- Afganistan
- Angola: narodnom pokretu za oslobođenje Angole (MPLA) je dostavljeno 100 snajperskih pušaka u razdoblju između 1973. i 1974.[3]
- Bangladeš[4]
- Egipat[5]
- Etiopija
- Gruzija
- Irak: 5000 snajpera je isporučeno zemlji 1978.[6]
- Libija
- Sirija: vojnici Slobodne sirijske vojske koriste ovaj snajper zajedno uz sovjetski Dragunov SVD i jugoslavensku Zastavu M91.[7]
- Turska
- Uganda

## Vanjske poveznice
- E. Ezell, Harrisburg, PA: Stackpole Books, 1983., 637. str., ISBN 0-88029-601-1
- Günter Wollert, Reiner Lidschun, Wilfried Kopenhagen: "Illustrierte Enzyklopädie der Schützenwaffen aus aller Welt : Schützenwaffen heute (1945-1985)", Berlin : Militärverlag der Deutschen Demokratischen Republik, 1988., OCLC 19630248
- Gordon Rottman, Johhny Shumate: "Kalashnikov AK-47 Assault Rifle", Osprey Publishing, 2011., ISBN 978-1-84908-461-1
- Informacije o oružju na web stranicama proizvođača  Arhivirana inačica izvorne stranice od 18. siječnja 2013. (Wayback Machine)
- Dragunov.net  Arhivirana inačica izvorne stranice od 17. studenoga 2012. (Wayback Machine)
- How to zero your PSL PSO-TYPE 2 Scope
- PSL-54C Quick Review "Dragunov"